# Renzo Cramerotti
Renzo Cramerotti (ur. 9 grudnia 1947 w Trydencie) – włoski lekkoatleta specjalizujący się w rzucie oszczepem
Uczestnik igrzysk olimpijskich w Monachium (1972) gdzie z wynikiem 71,12 zajął 20. miejsce w kwalifikacjach i nie awansował do finału. W 1971 zwyciężył w igrzyskach śródziemnomorskich (wynik: 78,04) oraz zajął 11. miejsce w mistrzostwach Europy (wynik: 72,92). W roku 1975 zdobył brąz kolejnej edycji igrzysk śródziemnomorskich uzyskując wynik: 69,84. W 1970 roku nie wywalczył awansu do finału podczas uniwersjady. Wielokrotny reprezentant Włoch – także w meczach międzypaństwowych. Siedmiokrotny mistrz kraju (1970, 1971, 1972, 1973, 1975, 1976 i 1977). Rekord życiowy: 83,50 (17 sierpnia 1971, Turku).